# Rákos István
Rákos István (Székesfehérvár, 1867. december 17. – Budapest, 1940. október 8.) igazgató-tanító, író, költő, szakfelügyelő.

## Élete
Rákos György asztalos-mester és Horváth Mária fia. Középiskolai tanulmányait Budapesten a kegyesrendieknél végezte. Tanítói oklevelet 1889-ben nyert az akkori budapesti római katolikus tanítóképzőben; ezután a székesfőváros szolgálatában állt. 1890-ben polgári iskolákra és algimnáziumokra torna-oklevelet is nyert. 1901-902-ben a magyar tanítók kaszinójának titkára volt és részese azon mozgalomnak, mely a népnevelők egyesületével való fúzióval alapját vetette a magyar tanítók otthonának. 1902-ben a 2400 koronás Rökk Szilárd-féle tanítói ösztöndíjjal első ízben kitüntetett 13 székesfővárosi tanító között volt ő is. 1903-ban az V. kerületi Lipót téri iparos tanonciskola igazgatója és 1904-ben az I. kerületi zugligeti községi elemi népiskola vezetője lett. Oktatásügyi vitatételes előadást tartott a budapesti (budai) tanítóegylet közgyűlésein: Az elemi rajzoktatásról, A verstanítás, szavalás és az elemi oktatásban, Az elemi iskolai ünnepekről. A Magyarországi Tanítóegyesületek Orsz. Szövetségének és a Magyarországi Tanítók Eötvös-alapjának elnöke volt. Sírja a Kerepesi úti temetőben található (41/1-1-83).
Cikkei és költeményei a Buda és Vidékében (1892-95. vezér- és tárcacikkek); a Katholikus Szemlében (1900. költemény); a Népnevelők Lapjában (1902.); a Néptanítók Lapjában (1897. 1898. a közegészségügy és a népiskola); az Eötvös-alap 1904. évi Jelentésében (Megemlékezés Lakits Vendelről).

## Munkái
- Gyulányi Adolf, fővárosi elemi- és ipariskolai igazgató ... élete és működése. Huszonöt éves tanítói működése alkalmára. Debreczen, 1892. (Felolvastatott 1892. márcz. 5.).
- Ó-budai élet. Bpest, 1895.
- Rákos István költeményei. Uo. 1898.
- Uton, útfélen. Költemények. Uo. 1903. (Ism. Vasárnapi Ujság 47. sz., Új Idők, Néptanítók Lapja, Névnevelők Lapja).